# Eduard Viktor z Lichtenštejna
Eduard Viktor Maria princ z Lichtenštejna (německy Eduard Viktor Maria Prinz von und zu Liechtenstein) (2. září 1872 Lublaň – 8. března 1951 Monte Carlo) byl rakouský šlechtic, princ z rodu Lichtenštejnů. Jako absolvent práv působil od mládí ve státních službách, mimo jiné byl několik let okresním hejtmanem v Mariánských Lázních, poté zastával různé funkce na několika ministerstvech ve Vídni. Po první světové válce byl vyslancem Lichtenštejnska v Rakousku.

## Životopis

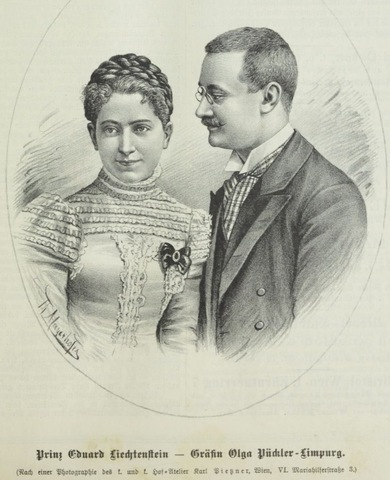
Princ Eduard z Lichtenštejna s manželkou Olgou, rozenou Pückler-Limpurg (1898)

Pocházel z knížecí rodiny Lichtenštejnů, patřil k vedlejší linii založené polním podmaršálem Eduardem z Lichtenštejna (1809–1864). Narodil se jako mladší syn c. k. plukovníka Aloise z Lichtenštejna (1840–1885) a jeho manželky Anny, rozené hraběnky Degenfeld-Schonburg (1849–1933). Studoval postupně ve Vídni, Innsbrucku a Štýrském Hradci, nakonec získal titul doktora práv.
Do státní služby vstoupil v roce 1897, začínal jako konceptní praktikant na místodržitelství v Salzburgu. Ve funkci okresního komisaře (1902) působil na ministerstvu vnitra a od roku 1905 byl místotajemníkem na ministerstvu obchodu. V letech 1906–1910 zastával funkci okresního hejtmana v Mariánských Lázních. V roce 1910 byl dočasně postaven mimo službu poté, co bez řidičského průkazu jako řidič automobilu způsobil zranění chodce, Zemským soudem ve Vídni byl odsouzen k úhradě bolestného. Poté se vrátil na ministerstvo vnitra, postoupil do hodností místodržitelského rady (1912) a dvorního rady (1915). Za první světové války vedl Kancelář válečné pomoci a od roku 1917 byl ministerským radou na ministerstvu sociální péče. V květnu 1918 vystoupil ze státní služby a stal se prezidentem Všeobecného penzijního zaměstnaneckého ústavu. Po zániku monarchie byl v letech 1919–1921 vyslancem Lichtenštejnského knížectví v Rakousku. Později žil v soukromí a zemřel v roce 1951 ve věku 78 let v Monte Carlu, pohřben byl v lichtenštejnské knížecí hrobce ve Vaduzu.
Během svého působení v Mariánských Lázních získal při příležitosti návštěvy britského krále Eduarda VII. komandérský kříž Viktoriina řádu (1908). Později se stal nositelem papežského Řádu sv. Řehoře Velikého (1913). Za první světové války se stal nositelem Řádu železné koruny III. třídy a Válečného kříže za občanské zásluhy, obdržel také ocenění od Mezinárodního červeného kříže. Po odchodu ze státních služeb obdržel komturský kříž Řádu Františka Josefa (1918).

## Rodina
V roce 1898 se oženil s hraběnkou Olgou von Pückler-Limpurg (1873–1966) ze staré německé šlechty. Svatba se konala na zámku Višňové, který patřil rodině nevěstiny matky Karolíny Pücklerové, rozené Spiegelové. Olga byla v roce 1903 jmenována dámou Řádu hvězdového kříže. Z manželství se narodilo pět dětí, nejstarší ze synů byl Johannes (1899–1979), který po krátké službě v rakousko-uherském námořnictvu přesídlil do USA, kde se uplatnil jako podnikatel, nakonec žil trvale na Honolulu. Mladší syn Ferdinand (1901–1981) se v mládí věnoval sportu a v atletice reprezentoval Rakousko na Letních olympijských hrách v Los Angeles (1932).
Eduardův starší bratr princ Bedřich z Lichtenštejna (1871–1959) sloužil v armádě a v hodnosti majora působil před první světovou válkou jako vojenský attaché v Londýně.